# Chester (William Billings)
Chester fou un himne patriòtic compost per William Billings i cantat durant la Revolució Americana (1775–1783). Billings va escriure la primera versió de la cançó per al seu cançoner The New England Psalm Singer (1770) i va fer millores per a la versió del seu The Singing Master's Assistant (1778). Aquesta darrera versió és la més coneguda actualment.